# Saint-Vincent-la-Commanderie
Saint-Vincent-la-Commanderie è un comune francese di 423 abitanti situato nel dipartimento della Drôme della regione dell'Alvernia-Rodano-Alpi.

## Società

### Evoluzione demografica
Abitanti censiti